# Josef Motzfeldt
Josef Motzfeldt (ur. 24 listopada 1941 w Igaliku) – grenlandzki polityk, były minister finansów i spraw zagranicznych.
Josef Motzfeldt trzykrotnie pełnił funkcję ministra finansów grenlandzkiego rządu: w latach 1999–2001, 2002–2003 oraz 2003–2007. Od 2003 do 2007 zajmował również stanowisko ministra spraw zagranicznych.
Obecnie jest przewodniczącym parlamentu Grenlandii. Dawniej był liderem partii Wspólnota Ludzka (Inuit Ataqatigiit).